# وگشتان
وَگَشتان (به لاتین: Vagashton) یک منطقهٔ مسکونی در تاجیکستان است که در ولایت سغد واقع شده‌است.